# Nitokris
Nitokris (græsk Νίτωκρις) hævdes at være den sidste Farao i det sjette dynasti. Hendes navn findes i Histories af Herodot samt i Manethos skrifter, men hendes historiske ægthed er betvivlet.
Idet Herodot omtaler en bro, som Nitokris skulle have bygget, skriver han: "Eftersom [ Babylon ] bestod af to dele med floden i midten, havde det under de tidligere konger været nødvendigt at benytte båd hver gang nogen ville over fra den ene del til den anden, noget der efter min mening var besværligt." Ved at benytte tømmer, brændte sten og stenblokke som byggematerialer og jern og bly til mørtel byggede Nitokris angiveligt en bro.
I bogen Nabonidus and Belshazzar  fremsættes den formodning at Nitokris var datter af Nebukadnesar, og at Nabonid var Nebukadnesars svigersøn.
Nitokris er så vidt vides ikke nævnt i nogen oprindelige egyptiske inskriptioner.